# Moon River
Місячна ріка (англ. Moon River) — пісня Генрі Манчіні на слова Джонні Мерсера. Написана в 1961 році для Одрі Гепберн, яка її співала як героїня фільму «Сніданок у Тіффані» (1961). Пісня була відзначена премією «Оскар» у номінації «Найкраща пісня до фільму» (1962), премією «Греммі» за найкращий запис року (1962) і премією «Греммі» за найкращу пісню року (1962).
Пісня має четвертий номер у списку 100 найкращих пісень з американських фільмів за 100 років за версією AFI, оприлюдненому 22 червня 2004 року. 

## Історія створення
Джонні Мерсер та Генрі Манчіні написали цю пісню спеціально для Одрі Гепберн для виконання у стрічці «Сніданок у Тіффані (фільм)» з розрахунком на її не надто сильні, але досить приємні вокальні дані. Спочатку текст пісні починався так: «I'm Holly, like I want to be / like Holly on a tree back home…», проте пізніше слова були змінені. Фільм починається з музичної теми «Moon River», а сама пісня звучить у сцені, де Пол «Фред» Варжак (персонаж у виконанні Джорджа Пеппарда), знаходить Голлі Ґолайтлі (героїню Одрі Гепберн) з гітарою в руках, яка співає «Moon river» на пожежній драбині.
Після попереднього перегляду у Лос-Анджелесі виконавчий продюсер «Paramount Pictures» Мартін Рекін запропонував вилучити з фільму сцену, в якій виконується пісня. Реакція Гепберн була описана Манчіні та іншими свідками ситуації. «Тільки через мій труп», — сказала вона, хоча є свідчення, що вона використала значно більш барвисту мову. В кожному разі, Одрі Гепберн не згадується в написах на альбомі з саундтреком фільму «Breakfast at Tiffany's: Music from the Motion Picture».

## Текст пісні
Появу словосполучення «Huckleberry friend» (що можна перекласти, як «щирий друг» або, дослівно, «чорничний друг») у тексті пісні Джонні Мерсер прокоментував в інтерв'ю з Террі Гроссом на Національному радіо в шоу «Fresh Air»: в дитинстві Мерсер з друзями ходили збирати чорницю біля річки — автор пояснює, що цю ностальгічну мить він увічнив у тексті легендарної пісні, поєднавши її з образом Гаклберрі Фіна з твору Марка Твена. Цікаво, що у фільмі є епізод, де головні персонажі — Пол і Голлі — крадуть з магазину пластикові маски для Хелловіну. Полу дістається маска пса Гакльберрі, героя мультфільму студії Hanna-Barbera.
| Англійський оригінал (звучить у фільмі) | Дослівний переклад |
| --- | --- |
| Moon River, wider than a mile, I'm crossing you in style some day. Oh, dream maker, you heart breaker, wherever you're going I'm going your way. Two drifters off to see the world. There's such a lot of world to see. We're after the same rainbow's end-- waiting 'round the bend, my huckleberry friend, Moon River and me. | Місячна ріка, ширша за милю, Коли-небудь я стильно перепливу через тебе. О, породжувачко мрій, руйнівнице сердець, Куди б не йшла ти, я йду за тобою. Двоє мандрівників вирушили подивитися на світ, Адже в світі є на що подивитися. У нас одна мета — ми йдемо до кінця веселки, Яка чекає на нас за рогом, Моя щира подруга, Місячна ріка і я. |

## Інші виконання
Першим після Одрі Гепберн запис пісні зробив Енді Вільямс — у 1961 році. Він також виконав пісню у 1962 році на врученні «Оскарів», нагород Американської кіноакадемії. Енді Вільямс також виконував композицію на початку кожного випуску своєї телепередачі «Шоу Енді Вільямса» (The Andy Williams Show), яка виходила з 1962 по 1971 рік. Він назвав свою студію «Місячна ріка», а книгу спогадів — «Місячна ріка і я» (Moon River and Me).
Пісню «Місячна ріка» виконували також багато інших виконавців з різних країн, зокрема:
- Джеррі Батлер[en]
- Джонні Мерсер
- Баррі Манілов і Дейв Коз
- Лоренс Велк
- Емі Вайнгауз
- Арета Франклін
- Луї Армстронг
- Джоі МакІнтайр
- Елтон Джон
- Ліза Ганніґан[en]
- Морріссі
- Клей Ейкен[en]
- «The Killers»
- Дженніфер Лав Г'юїтт,
- «Westlife»
- Чеві Чейз
- «R.E.M.»
- «Glasvegas[en]»
- Френк Сінатра
- Джуді Гарленд
- Сара Вон
- Сара Брайтман
- Род Стюарт
- Барбра Стрейзанд
- Перрі Комо
- Пол Анка
- Ерта Кітт
- Джуді Гарленд
- Джозеф Бредлі
- Андреа Росс
- Джон Барроумен
- Ейді Горме
- Олена Камбурова
- Святослав Вакарчук